# Catathyridium lorentzii
Catathyridium lorentzii är en fiskart som först beskrevs av Weyenbergh, 1877.  Catathyridium lorentzii ingår i släktet Catathyridium och familjen Achiridae. Inga underarter finns listade i Catalogue of Life.